# Camposano
Camposano is een Italiaanse gemeente, onderdeel van de metropolitane stad Napels, wat voor 2015 nog de provincie Napels was (regio Campanië) en telt 5389 inwoners (31-12-2004). De oppervlakte bedraagt 3,3 km², de bevolkingsdichtheid is 1767 inwoners per km².
De volgende frazioni maken deel uit van de gemeente: Faibano.

## Demografie
Camposano telt ongeveer 1803 huishoudens. Het aantal inwoners daalde in de periode 1991-2001 met 2,3% volgens cijfers uit de tienjaarlijkse volkstellingen van ISTAT.
| Jaar | Inwoneraantal |
| ---- | ------------- |
| 1991 | 5429          |
| 2001 | 5303          |

## Geografie
De gemeente ligt op ongeveer 48 m boven zeeniveau.
Camposano grenst aan de volgende gemeenten: Cicciano, Cimitile, Comiziano, Nola.